# Cảo bản
Ligusticum sinense là một loài thực vật có hoa trong họ Hoa tán. Loài này được Oliv. mô tả khoa học đầu tiên năm 1891.